# Penny Arcade (klub)
Penny Arcade byl hudební klub v Rochesteru ve státě New York ve Spojených státech amerických. Nacházel se v ulici Lake Avenue poblíž jezera Ontario. Založil jej v roce 1973 Greg Sullivan (1947–2014), dříve na stejné adrese fungovala pizzerie. Vystupovali v něm například Bad Company, Bon Jovi, John Cale, Joan Jett a Ramones. V roce 1992 Sullivan klub prodal, ale když byly v roce 1995 oznámeny plány jej uzavřít, odkoupil jej zpět. Znovu jej prodal v roce 2000, později klub vystřídal několik majitelů. Poslední koncert se v něm odehrál v říjnu 2009. Později byla na budovu umístěna pamětní deska jako vzpomínka na Sullivana a klub Penny Arcade. V roce 2017 byl Sullivan a klub uveden do Rochesterské hudební síně slávy. Po zániku klubu v budově sídlila restaurace Lake Siders Bar & Grill a později divadelní společnost Musical Theatre Education.